# Mark Bonnar
Richard Mark Bonnar (Edimburgo, 19 novembre 1968) è un attore scozzese.
È noto al pubblico televisivo per i ruoli di Duncan Hunter in Shetland, Bruno Jenkins in Casualty, il detective Finney in Psychoville, DCC Mike Dryden in Line of Duty, Colin Osborne in Unforgotten, Townsend in Battlefield 1 e Field in Summer of Rockets.

## Biografia
In televisione, Bonnar è apparso nei panni di Peter Mayhew in New Blood della BBC1 e Chris nella commedia di grande successo di Channel 4 Catastrophe, un ruolo che ha ripreso nella serie successiva. Interpreta anche il Reverendo Adam Collingbourne in Home Fires di ITV, John Halliday in Undercover, e Duncan Hunter in Shetland per BBC1. Altri crediti televisivi includono Vera, L'ispettore Barnaby, Grantchester, Case History, The Paradise, Doctor Who, Psychoville, Taggart, Phoneshop e Paradox. Nel 2005, ha interpretato il ruolo di Bruno Jenkins nella serie BBC1 Casualty. Nel 2018 ha interpretato il ruolo del Dr. Neil Sommer nella serie Channel 4 Humans.
Le sue esibizioni teatrali includono Bosola in La duchessa di Amalfi all'Old Vic, Londra nel 2012, Philistines al Lyttelton, National Theatre nel maggio 2007, Phil in Mammals in un tour nazionale nel 2006, David in A Girl in a Car with a Man al Royal Court Theatre Upstairs nel dicembre 2004, Benedick in Molto rumore per nulla al Salisbury Playhouse nel settembre 2004, Cyrano de Bergerac al Royal National Theatre nel 2004 e Parade al Donmar Warehouse a settembre 2007.
Bonnar fornisce la voce e il motion capture di Edward "Barbanera" Thatch nel videogioco del 2013 Assassin's Creed IV: Black Flag. Fornisce anche la voce e la motion capture per Townsend nel gioco Battlefield 1 del 2016, e compare anche nella serie Doctor Who Doom Coalition di Big Finish Productions, dove interpreta Eleven, un malvagio Time Lord che conserva le personalità delle sue incarnazioni passate nella sua mente.
Bonnar ha anche doppiato Twigs and Box nella serie CBeebies Tree Fu Tom.

### Vita privata
Bonnar è nato a Edimburgo e ha frequentato la Leith Academy. È sposato dal 2007 con l'attrice Lucy Gaskell, dalla quale ha avuto due figli, Martha nel 2011 e Samuel nel 2015.

## Filmografia

### Cinema
- Sunset Song, regia di Terence Davies (2015)
- Il ragazzo che diventerà re (The Kid Who Would Be King), regia di Joe Cornish (2019)
- L'arma dell'inganno - Operation Mincemeat (Operation Mincemeat), regia di John Madden (2021)
- Napoleon, regia di Ridley Scott (2023)

### Televisione
- Rebus – serie TV, episodio 1x03 (2001)
- Wire in the Blood – serie TV, episodi 1x01-1x02 (2002)
- Taggart – serie TV, episodi 19x07-27x06 (2003-2010)
- Afterlife - Oltre la vita (Afterlife) – serie TV, episodio 1x04 (2005)
- Casualty – serie TV, 13 episodi (2005-2006)
- Metropolitan Police (The Bill) – serie TV, 8 episodi (2007)
- The Inspector Lynley Mysteries – serie TV, episodio 6x02 (2007)
- Doctor Who – serie TV, episodi 6x05-6x06 (2011)
- Psychoville – serie TV, 6 episodi (2011)
- Storie in scena (Playhouse Presents) – serie TV, episodio 1x01 (2012)
- The Paradise – serie TV, episodi 1x03-1x04 (2012)
- Testimoni silenziosi (Silent Witness) – serie TV, episodi 16x03-16x04 (2013)
- Shetland – serie TV, 30 episodi (2013-2022)
- Law & Order: UK – serie TV, episodio 8x07 (2014)
- Grantchester – serie TV, episodio 1x03 (2014)
- L'ispettore Barnaby (Midsomer Murders) – serie TV, episodio 17x04 (2015)
- Vera – serie TV, episodio 5x03 (2015)
- Catastrophe – serie TV, 20 episodi (2015-2019)
- Apple Tree Yard - In un vicolo cieco (Apple Tree Yard), regia di Jessica Hobbs – miniserie TV (2017)
- Humans – serie TV, 7 episodi (2018)
- Guilt – serie TV, 12 episodi (2019-2023)
- Quiz, regia di Stephen Frears – miniserie TV (2020)
- Litvinenko - Indagine sulla morte di un dissidente (Litvinenko), regia di Jim Field Smith – miniserie TV (2022)
- World on Fire – serie TV, 5 episodi (2023)
- Lockerbie - Attentato sul volo Pan Am 103 (Lockerbie: A Search For Truth), regia di Otto Bathurst e Jim Loach – miniserie TV, puntata 4 (2025)
- Dept. Q - Sezione casi irrisolti (Dept. Q) – serie TV, 9 episodi (2025)

#### Videogiochi
- Battlefield 1 (2016) [5]

## Doppiatori italiani
Nelle versioni in italiano delle opere in cui ha recitato, Mark Bonnar è stato doppiato da:
- Francesco Prando in L'arma dell'inganno - Operation Mincemeat, Litvinenko - Indagine sulla morte di un dissidente, Dept. Q - Sezione casi irrisolti
- Andrea Lavagnino in Shetland, Humans
- Angelo Maggi in Apple Tree Yard - In un vicolo cieco
- Antonio Sanna in Quiz
- Edoardo Stoppacciaro in Napoleon
- Roberto Chevalier in Lockerbie - Attentato sul volo Pan Am 103